# Arthroleptis phrynoides
Arthroleptis phrynoides е вид земноводно от семейство Arthroleptidae.

## Разпространение
Видът е разпространен в Демократична република Конго.